# Лайв-Оук (округ Санта-Круз, Каліфорнія)
Лайв-Оук (англ. Live Oak) — переписна місцевість (CDP) в США, в окрузі Санта-Крус штату Каліфорнія. Населення — 17 038 осіб (2020).

## Географія
Лайв-Оук розташований за координатами 36°59′10″ пн. ш. 121°58′49″ зх. д. / 36.98611° пн. ш. 121.98028° зх. д. (36.986024, -121.980413).  За даними Бюро перепису населення США в 2010 році переписна місцевість мала площу 8,40 км², уся площа — суходіл.

## Демографія
Згідно з переписом 2010 року, у переписній місцевості мешкало 17 158 осіб у 6441 домогосподарстві у складі 3858 родин. Густота населення становила 2043 особи/км².  Було 6726 помешкань (801/км²).
Расовий склад населення:
| - 73,6 % — білих - 4,5 % — азіатів - 1,4 % — чорних або афроамериканців - 1,0 % — корінних американців - 0,2 % — вихідців з тихоокеанських островів - 14,2 % — осіб інших рас |

До двох чи більше рас належало 5,0 %. Частка іспаномовних становила 28,0 % від усіх жителів.
За віковим діапазоном населення розподілялося таким чином: 21,4 % — особи молодші 18 років, 65,9 % — особи у віці 18—64 років, 12,7 % — особи у віці 65 років та старші. Медіана віку мешканця становила 38,8 року. На 100 осіб жіночої статі у переписній місцевості припадало 96,0 чоловіків;  на 100 жінок у віці від 18 років та старших — 92,5 чоловіків також старших 18 років.
Середній дохід на одне домашнє господарство  становив 84 609 доларів США (медіана — 68 875), а середній дохід на одну сім'ю — 96 017 доларів (медіана — 84 445). Медіана доходів становила 55 890 доларів для чоловіків та 46 327 доларів для жінок. За межею бідності перебувало 13,4 % осіб, у тому числі 18,7 % дітей у віці до 18 років та 9,1 % осіб у віці 65 років та старших.
Цивільне працевлаштоване населення становило 9273 особи. Основні галузі зайнятості: освіта, охорона здоров'я та соціальна допомога — 21,5 %, мистецтво, розваги та відпочинок — 18,2 %, роздрібна торгівля — 13,5 %, науковці, спеціалісти, менеджери — 13,2 %.